# Little Stanney
Little Stanney is een civil parish in het bestuurlijke gebied Cheshire West and Chester, in het Engelse graafschap Cheshire met 198 inwoners.